# Zwi Migdal
Zwi Migdal war eine jüdische Zuhälterorganisation, deren Mitglieder Ende des 19. und Anfang des 20. Jahrhunderts osteuropäische Jüdinnen nach Südamerika lockten, um sie dort als Prostituierte arbeiten zu lassen. Die Organisation war vor allem in Argentinien und Brasilien tätig.
Offiziell gegründet wurde die Organisation 1906 unter dem Namen Varsovia (Warschau). Eine Methode zur Gewinnung neuer Prostituierten war, dass die Zuhälter in die Schtetl Polens oder Ungarns reisten, wo sie als wohlhabende Männer um die Hand von Mädchen und jungen Frauen anhielten und der Familie eine gute Zukunft für ihre Tochter versicherten. In Südamerika mussten die Mädchen dann als Prostituierte arbeiten. Die jüdischen Prostituierten wurden Polacas (Polinnen) genannt. Ende der 20er Jahre soll die Organisation aus 500 Mitgliedern bestanden haben, die 2000 Bordelle und 30.000 Frauen unter sich gehabt hätten. Weil sowohl die Zuhälter als auch die Prostituierten in der jüdischen Gemeinde auf Ablehnung stießen, musste die Organisation ihre eigenen Synagogen und Friedhöfe bauen.
Nach einer Intervention des polnischen Botschafters mussten sie sich umbenennen. Sie wählten den Namen Zwi Migdal, nach dem Gründer der Organisation. 1930 wurde die Organisation von den Behörden zerschlagen.

## Belletristik
- Edgardo Cozarinsky: Man nennt mich flatterhaft und was weiß ich.... Übersetzung aus dem argentinischen Spanisch von Sabine Giersberg. Berlin: Wagenbach 2010.
- María Inés Krimer: Sangre Kosher. Ruth Epelbaum und die Zwi Migdal. Übersetzung aus dem Spanischen Peter Kultzen. Zürich: Diaphanes, 2014, ISBN 978-3-03734-492-7
- Luca Di Fulvio: Als das Leben unsere Träume fand. Übersetzung aus dem Italienischen Katharina Schmidt, Barbara Neeb. Köln : Bastei Lübbe, 2018, ISBN 978-3-404-17600-7
- Talia Carner: The Third Daughter. A Novel Taschenbuch. 2019
- Neil Perry Gordon: Sadie's Sin. The Zwi Migdal's Reign of Terror. New York: William Morrow, 2020, ISBN 978-0-062-89688-9.